# Luchtmacht (België)
De Luchtmacht (Fr: force aérienne) is de benaming van de luchtstrijdkrachten van de Belgische Defensie. De luchtmacht kan binnen korte tijd wereldwijd worden ingezet voor luchtembargo’s, doelgerichte bombardementen, verlenen van luchtsteun, als luchtpolitie, voor humanitair transport, internationale opleidingen of voor hulp aan de natie.
Naast de Luchtmacht bestaat Defensie uit:
- De Medische Dienst
- De Marine
- De Landmacht
- Het Cyber Command

## Geschiedenis

### Oorsprong en vroege ontwikkeling
In 1887 werd binnen de Belgische Genie de “Compagnie des Ouvriers du Génie” opgericht, gericht op het gebruik van luchtballonnen voor militaire doeleinden. Deze eenheid evolueerde later naar de “Compagnie des Ouvriers et d’Aérostiers du Génie”. Een belangrijke mijlpaal vond plaats op 7 juli 1910, toen Minister van Oorlog Hellebaut een luchtdoop onderging met een Farman-vliegtuig, bestuurd door luchtvaartpionier Jules de Laminne. Dit leidde tot de aanschaf van het eerste militaire vliegtuig op 15 september 1910 en de oprichting van een militaire vliegschool in Brasschaat op 1 mei 1911. Op 16 april 1913 werd de “Compagnie d’Aviateurs” gevormd, waarmee een formele scheiding werd gemaakt tussen luchtballonnen en vliegtuigen binnen het leger.

### Eerste Wereldoorlog en interbellum
Bij het uitbreken van de Eerste Wereldoorlog op 4 augustus 1914 bestond de luchtvaartafdeling, nu “Aviation Militaire Belge” genoemd, uit vier squadrons, elk uitgerust met vier Farman-vliegtuigen van 80 pk. Een vijfde squadron werd gevormd met burgerpiloten en uitgerust met Blériot-toestellen. In maart 1915 werd de eenheid omgedoopt tot “Militair Vliegwezen” en uitgebreid tot zes squadrons. Tijdens de oorlog werden verschillende vliegtuigtypes geïntroduceerd, waaronder de Nieuport 10 en later de Nieuport 11. De Belgische luchtmacht speelde een actieve rol in verkenningsmissies en luchtgevechten. Na de oorlog, tijdens het interbellum, moderniseerde de luchtmacht haar vloot met voornamelijk Franse vliegtuigen en werden er inspanningen geleverd om eigen toestellen te produceren, zoals die van Stampe-Vertongen en Renard.

### Tweede Wereldoorlog en naoorlogse periode
Voorafgaand aan de Tweede Wereldoorlog bestond het Militaire Vliegwezen uit drie luchtmachtregimenten. Tijdens de oorlog opereerde het als de Belgische Luchtvaartsectie binnen de Royal Air Force. Na de oorlog, op 15 oktober 1946, werd de Belgische Luchtmacht een onafhankelijk krijgsmachtonderdeel. In de daaropvolgende decennia moderniseerde de luchtmacht met de introductie van vliegtuigen zoals de Republic F-84 Thunderstreak, Lockheed F-104 Starfighter, Dassault Mirage 5 en uiteindelijk de General Dynamics F-16 Fighting Falcon. In 2018 besloot België 34 Lockheed Martin F-35 Lightning II-jachtvliegtuigen aan te schaffen ter vervanging van de verouderende F-16-vloot.

### Hervormingen en recente ontwikkelingen
Op 2 januari 2002, met de invoering van een eenheidsstructuur binnen Defensie, werd de naam “Belgische Luchtmacht” gewijzigd in “Luchtcomponent”. Dit werd in 2025 door de minister van Defensie Theo Francken ongedaan gemaakt. Deze hervorming leidde tot de integratie van verschillende krijgsmachtonderdelen onder één commando en de herstructurering van diverse eenheden. In de loop der jaren werden ook de Agusta A109-helikopters en het 80 UAV Squadron met B-Hunter-drones toegevoegd aan de Luchtmacht.
In juni 2023 trad België als waarnemer toe tot de ontwikkeling van het Frans/Duits/Spaanse Système de Combat Aérien du Futur.
Een belangrijke recente ontwikkeling vond plaats op 14 oktober 2024 met de oprichting van het Space Security Centre (SSC). Dit centrum werd opgericht om de veiligheid van ruimte-infrastructuren en -diensten te versterken en speelt een cruciale rol in de coördinatie van ruimtegerelateerde projecten binnen Defensie. De oprichting van het SSC markeerde een strategische mijlpaal en leidde tot de naamsverandering van de “Luchtcomponent” naar de “Lucht- en Ruimtecomponent”, waarmee het uitgebreide mandaat en de focus op ruimteveiligheid werden benadrukt.
|                                               | |                                                            |
| Het eerste Belgische luchtschip, de Belgique. | Belgische piloten die sneuvelden bij de aanvallen op de bruggen van Vroenhoven en Veldwezelt op 11 mei 1940. | Een Henri Farman-Jero HF.3 op het vliegveld te Brasschaat. |

## Permanente missies

### BeNeLux QRA
Elk jaar gebeuren in het luchtruim van de Benelux gemiddeld zo’n twintig incidenten. Dit leidt tot een tiental scrambles en uiteindelijk een viertal echte intercepties. Daarom leveren Nederland en België bij toerbeurt QRA-gevechtscapaciteit. Hiervoor staan permanent 2 gevechtsvliegtuigen klaar. Vanwege de korte waarschuwingstijd zijn ze in staat binnen enkele minuten op te stijgen om een ongeïdentificeerd toestel te onderscheppen.

### Baltic Air Policing
Baltic Air Policing is een NAVO-operatie die sinds 2004 het luchtruim van Estland, Letland en Litouwen beschermt. Omdat deze landen geen eigen gevechtsvliegtuigen hebben, nemen NAVO-bondgenoten via een rotatiesysteem de luchtbewaking op zich. Belgische F-16’s hebben meerdere keren deelgenomen aan de missie, met stationering op de Litouwse basis Šiauliai. De Belgische Luchtcomponent onderschepte hierbij herhaaldelijk Russische militaire vliegtuigen die zonder transponder of radiocontact vlogen. Naast gevechtsvliegtuigen levert België ook logistieke en operationele ondersteuning. De Belgische bijdrage benadrukt het engagement binnen NAVO en de solidariteit met de Baltische staten.

## Andere operaties
Transportvliegtuigen van de luchtmacht werden ook ingezet voor humanitaire opdrachten, onder meer in 2025, bij het droppen van noodhulp in Gaza.

## Organisatie
|  |

## Benelux-samenwerking
De regeringen van de Benelux-landen streven naar nauwere samenwerking op het gebied van de Luchtstrijdkrachten, naar analogie van de bestaande samenwerking bij de Zeestrijdkrachten (BeNeSam). Als eerste stap werd in oktober 2013 een Belgisch-Nederlandse overeenkomst getekend over een uitwisselingsprogramma voor vliegers en de oprichting van de “Belgian-Netherlands Coordination Cell” (BENECC), die de training en operationele inzet van helikoptereenheden coördineert. Daarnaast werd de uitwisseling van leerlingen bij de opleiding van gevechtsleiders opgestart en werd de gezamenlijke training en het onderhoud van de NH90-helikopter verder uitgewerkt.
In februari 2014 werd op Vliegbasis Woensdrecht de “Binationale Logistieke Cel NH90” (BNLC) opgericht. Dit initiatief heeft als doel de instandhoudingskosten van de NH90-helikopters zo laag mogelijk te houden door middel van ‘Common Spares Management’, waarbij onderdelen worden gedeeld om de inzetbaarheid te maximaliseren. Tegen eind 2016 groeide deze samenwerking uit tot een volledig geïntegreerd project. Daarnaast onderzochten Nederland en België de mogelijkheid om het groot onderhoud aan de NH90 gezamenlijk uit te voeren op het Logistiek Centrum Woensdrecht, eventueel in samenwerking met de industrie. Er werd ook een studie gestart naar een gecombineerde eenheid voor de opleiding en training van overlevingstechnieken voor vliegtuigbemanningen, met de ambitie om deze uiteindelijk onder een Benelux-commando te plaatsen.
In maart 2015 werd een verdrag ondertekend over luchtbewaking en de inzet van Quick Reaction Alert (QRA) boven België, Nederland en Luxemburg, dat eind 2016 in werking trad. Daarnaast werd overeengekomen dat Nederlandse helikopters van het Defensie Helikopter Commando ingezet kunnen worden voor de bestrijding van branden in België. In september 2015 volgde de officiële ingebruikname van de “Patient Transport Unit” (PTU), waarmee de Benelux-landen gingen samenwerken op het gebied van medische evacuaties via de lucht en gezamenlijke training en opleiding van personeel introduceerden.
Hoewel Luxemburg zelf geen luchtmacht heeft, werd met steun van de Belgische Luchtcomponent een Airbus A400M transportvliegtuig aangeschaft, dat in 2019 werd geleverd. In juli 2016 werd aangekondigd dat vanaf 2020 de twee bestaande Nederlandse KDC-10-tankvliegtuigen vervangen zouden worden door twee Airbus A330 MRTT-tanker/transportvliegtuigen, die samen met Luxemburg werden aangeschaft. België besloot toe te treden tot deze Nederlands-Luxemburgse samenwerking en tekende in 2017 een intentieverklaring om een extra Airbus A330 MRTT aan te schaffen. In februari 2018 bevestigde België formeel zijn deelname en werd een extra toestel besteld, dat werd geregistreerd bij de Koninklijke Luchtmacht en gestationeerd op Vliegbasis Eindhoven.
In december 2021 werden de laatste C-130-transportvliegtuigen uitgefaseerd na vijftig jaar dienst en werd de overstap naar de Airbus A400M ingezet. Deze reeks initiatieven toont aan hoe de Benelux-landen, ondanks hun individuele capaciteiten, door samenwerking streven naar efficiëntere en kosteneffectieve luchtstrijdkrachten.

## Materieel

### Vliegtuigen
| Gevechtsvliegtuigen | Gevechtsvliegtuigen | Gevechtsvliegtuigen | Gevechtsvliegtuigen                                                                                  | Gevechtsvliegtuigen |
| Type                | Aantal              | Afbeelding          | Basis / eenheid                                                                                      | Status / functie |
| ------------------- | ------------------- | ------------------- | --- | --- |
| F-16 (A en B)       | 45 (A) + 8 (B)      |                     | 31 & 349 Squadron,10e Tactische Wing (Kleine Brogel) 1 & 350 Squadron, 2e Tactische Wing (Florennes) | België nam in totaal 160 F-16’s in dienst tussen 1979 en 1991. Door herstructureringen, bezuinigingen en verliezen bleven er nog 53 toestellen over. Door de beslissing uit 2018 om de F-16 te vervangen worden de overgebleven toestellen uitgefaseerd vanaf 2023.                      |
| F-35A               | 8 (34 besteld)      |                     | 312th Fighter Squadron (Luke Air Force Base)                                                         | Alle 8 opleidingstoestellen werden geleverd aan de Belgische F-35 conversie-eenheid in Arizona (Verenigde Staten). De 9e F-35 wordt in 2025 verwacht in Florennes; Kleine Brogel mag vanaf 2027 de eerste F-35's verwelkomen. Onder de Regering-De Wever koopt België bijkomende F-35's. |

| Transportvliegtuigen | Transportvliegtuigen | Transportvliegtuigen | Transportvliegtuigen                             | Transportvliegtuigen |
| Type                 | Aantal               | Afbeelding           | Basis / eenheid                                  | Status / functie |
| -------------------- | -------------------- | -------------------- | ------------------------------------------------ | --- |
| A400M                | 7 (+1 Lux)           |                      | 20 Squadron, 15e Wing Luchttransport (Melsbroek) | België zelf beschikt over 7 toestellen voor troepentransport, luchtlandingsoperaties, en vrachtvervoer. Ondanks dat Luxemburg zelf geen luchtmacht heeft werd wel een toestel aangeschaft; dat ook in Melsbroek gestationeerd is.                                     |
| C-130                | 0                    |                      | /                                                | Het laatste toestel werd in 2021 uit dienst genomen. |
| A330 MRTT            | 2 *                  |                      | Multinational MRTT Unit (Eindhoven)              | De MRTT kan worden ingezet als tanktoestel, kan worden gebruikt voor troepentransport, medische evacuaties en kan cargo vervoeren. * België investeert voor 523 miljoen euro in vlieguren van de MRTT Multinational Fleet; goed voor een equivalent van 2 toestellen. |

| Passagiertoestellen | Passagiertoestellen | Passagiertoestellen | Passagiertoestellen                              | Passagiertoestellen |
| Type                | Aantal              | Afbeelding          | Basis / eenheid                                  | Status / functie |
| ------------------- | ------------------- | ------------------- | ------------------------------------------------ | --- |
| Falcon 7X           | 2 *                 |                     | 21 Squadron, 15e Wing Luchttransport (Melsbroek) | De voornaamste taak is het vervoer van VIP’s; zoals leden van de Koninklijke Familie, ministers van de Belgische Regering of functionarissen van Europese instellingen. * De toestellen worden geleased van Luxaviation (voorheen Abelag). |

| Lesvliegtuigen                                                                                                  | Lesvliegtuigen | Lesvliegtuigen | Lesvliegtuigen                                         | Lesvliegtuigen |
| Type | Aantal         | Afbeelding     | Basis / eenheid                                        | Status / functie |
| --- | -------------- | -------------- | ------------------------------------------------------ | --- |
| Marchetti | 27             |                | 5 & 9 Squadron, Basic Flying Training School (Bevekom) | Het toestel is het vliegtuig van het luchtacrobatieteam de Red Devils die in formatie van vier optreden, en is ook een lestoestel voor alle militaire piloten in opleiding.                                                                                      |
| T-38 Talon | /              |                | 80th Flying Training Wing (Sheppard Air Force Base)    | De Belgische gevechtspiloten doorlopen een fase van hun opleiding aan de Euro-NATO Joint Jet Pilot Training Program (ENJJPT) in Texas (Verenigde Staten). |
| Alpha Jet | 0              |                | 11 Squadron                                            | Sinds 2018 worden er geen Belgische piloten meer op de Alpha Jets opgeleid in Cazaux. Een aantal toestellen bleef actief in Frankrijk voor de opleiding van Franse piloten. De Canadese OPFOR-eenheid Top Aces kocht in 2020 de overgebleven 25 toestellen over. |
| Voor opleiding van de Luchtcadetten beschikt Defensie ook over een aantal zweefvliegtuigen en sleepvliegtuigen. |                |                |                                                        | |

### Helikopters
| Zware helikopters | Zware helikopters | Zware helikopters | Zware helikopters | Zware helikopters |
| --- | ----------------- | ----------------- | ----------------- | ----------------- |
| In het regeerakkoord van de de Regering De Wever staat de uitbouw van een "operationele helikoptervloot" vermeld; en het STAR-plan geeft ook de nood aan voor "10 zware transporthelikopters". |                   |                   |                   |                   |

| Medium helikopters | Medium helikopters | Medium helikopters | Medium helikopters                     | Medium helikopters |
| Type               | Aantal             | Afbeelding         | Basis / Eenheid                        | Status / Functie |
| ------------------ | ------------------ | ------------------ | -------------------------------------- | --- |
| NH90 NFH           | 4                  |                    | 40 Squadron, 1 Wing MAR/SAR (Koksijde) | Worden momenteel ingezet voor marinetaken vanop de fregatten, en SAR langs de Belgische kust en op de Noordzee. In het STAR-plan zijn 4 bijkomende (niet NH90) SAR-helikopters gepland. De 4 NH90 NFH helikopters zullen dan enkel nog marinetaken opnemen. |
| NH90 TTH           | 4                  |                    | 18 Squadron, 1 Wing (Bevekom)          | Door de slechte operationaliteit zullen de vier groene NH90 TTH helikopters op termijn uit dienst worden genomen en vervangen door de (lichte) reeds bestelde H145M toestellen; en 10 zware helikopters.                                                    |

| Lichte helikopters | Lichte helikopters | Lichte helikopters | Lichte helikopters            | Lichte helikopters |
| Type               | Aantal             | Afbeelding         | Basis / eenheid               | Status / functie |
| ------------------ | ------------------ | ------------------ | ----------------------------- | --- |
| A109BA (Agusta)    | 10                 |                    | 17 Squadron, 1 Wing (Bevekom) | Met de aankoop van de nieuwe H145M's zullen de 10 laatste Agusta helikopters die momenteel op de basis Beauvechain zijn gestationeerd uit dienst worden genomen.                |
| H145M              | 15                 |                    | 17 Squadron, 1 Wing (Bevekom) | Besteld door de Regering De Croo in 2023. Naast de 15 exemplaren voor Defensie werden er ook 2 (+3) besteld voor de Federale Politie. Deze oplevering moet tegen 2027 gebeuren. |

### Onbemande toestellen
| Drones       | Drones        | Drones     | Drones                                    | Drones |
| Type         | Aantal        | Afbeelding | Basis / eenheid                           | Status / functie                                                                                              |
| ------------ | ------------- | ---------- | ----------------------------------------- | --- |
| MQ-9B Reaper | 0 (4 besteld) |            | 2 Squadron, 2e Tactische Wing (Florennes) | Het eerste toestel wordt verwacht in 2025. In 2025 werd beslist om de drones na lang debat toch te bewapenen. |

| |                                                                           |                                                                     |
| De collectie oude vliegtuigen van het Koninklijk Museum van het Leger en de Krijgsgeschiedenis in Brussel | Een Belgische F-16, die vanaf 2023 gradueel worden vervangen door de F-35 | Een C-130 Hercules transportvliegtuig van de Luchtcomponent (2014). |

## Commandanten
- 1913-1915: Emile Mathieu
- 1915-1916: Théophile Wahis
- 1916-1920: Roland Van Crombrugge
- 1920-1928: Jules Smeyers
- 1928-1933: Maurice Gillieaux
- 1933-1938: Félix Isserentant
- 1938-1940: Paul Hiernaux
- 1946-1956: Lucien Leboutte
- 1956-1960: Frans Burniaux
- 1960-1963: Albert Henry
- 1963-1971: Jean Ceuppens
- 1971-1977: Albert Debeche
- 1977-1983: Marcel de Smet
- 1983-1985: Maurice Dedeurwaerder
- 1985-1988: Jacques Lefebvre
- 1989-1991: Alexander Moriau
- 1991-2000: Guido Vanhecke
- 2000-2001: Michel Mandl
- 2001-2005: Michel Audrit
- 2005-2009: Gerard Van Caelenberge
- 2009-2014: Claude Van de Voorde
- 2014-2020: Frederik Vansina
- 2020-2025: Thierry Dupont
- 2025-heden: Geert De Decker